# Francia ai Giochi della XIX Olimpiade
La Francia partecipò ai Giochi della XIX Olimpiade che si sono svolti a Città del Messico dal 12 al 27 ottobre 1968, con una delegazione di 200 atleti impegnati in 16 discipline per un totale di 107 competizioni. Portabandiera fu la ventenne nuotatrice Kiki Caron, già medaglia d'argento a Tokyo 1964. Il bottino della squadra, sempre presente ai Giochi estivi, fu di sette medaglie d'oro, tre d'argento e cinque di bronzo, che valsero il sesto posto nel medagliere complessivo. La Francia ottenne i maggiori successi nel ciclismo dove fu prima nel medagliere con quattro titoli grazie soprattutto alle imprese di Pierre Trentin e Daniel Morelon.

## Medagliere

### Per discipline
| Sport              | Oro | Argento | Bronzo | Totale |
| ------------------ | --- | ------- | ------ | ------ |
| Ciclismo           | 4   | 0       | 1      | 5      |
| Equitazione        | 1   | 1       | 0      | 2      |
| Atletica leggera   | 1   | 0       | 1      | 2      |
| Scherma            | 1   | 0       | 1      | 2      |
| Lotta greco-romana | 0   | 1       | 0      | 1      |
| Lotta libera       | 0   | 1       | 0      | 1      |
| Nuoto              | 0   | 0       | 1      | 1      |
| Pentathlon moderno | 0   | 0       | 1      | 1      |
| Totale             | 7   | 3       | 5      | 15     |

### Medaglie
| Medaglia | Atleta                                                                          | Sport              | Evento                          |
| -------- | ------------------------------------------------------------------------------- | ------------------ | ------------------------------- |
| Oro      | Colette Besson                                                                  | Atletica leggera   | 400 metri piani femminili       |
| Oro      | Daniel Morelon                                                                  | Ciclismo           | Velocità                        |
| Oro      | Pierre Trentin                                                                  | Ciclismo           | Chilometro a cronometro         |
| Oro      | Daniel Morelon Pierre Trentin                                                   | Ciclismo           | Tandem                          |
| Oro      | Daniel Rebillard                                                                | Ciclismo           | Inseguimento individuale        |
| Oro      | Jean-Jacques Guyon                                                              | Equitazione        | Concorso completo individuale   |
| Oro      | Gilles Berolatti Jacques Dimont Jean-Claude Magnan Christian Noël Daniel Revenu | Scherma            | Fioretto a squadre maschile     |
| Argento  | Marcel Rozier Janou Lefèbvre Pierre Jonquères d'Oriola                          | Equitazione        | Salto ostacoli a squadre        |
| Argento  | Daniel Robin                                                                    | Lotta greco-romana | Pesi welter                     |
| Argento  | Daniel Robin                                                                    | Lotta libera       | Pesi welter                     |
| Bronzo   | Gérard Fenouil Jocelyn Delecour Claude Piquemal Roger Bambuck                   | Atletica leggera   | Staffetta 4×100 metri maschile  |
| Bronzo   | Pierre Trentin                                                                  | Ciclismo           | Velocità                        |
| Bronzo   | Alain Mosconi                                                                   | Nuoto              | 400 metri stile libero maschili |
| Bronzo   | Raoul Gueguen Lucien Guiguet Jean-Pierre Giudicelli                             | Pentathlon moderno | Gara a squadre                  |
| Bronzo   | Daniel Revenu                                                                   | Scherma            | Fioretto individuale maschile   |